# Route européenne 871
Pour les articles homonymes, voir Route 871.
La route européenne 871 est une route reliant Sofia à Koumanovo.